# 허남석
허남석(1955년 7월 10일 ~ )은 대한민국의 정치인이다. 제44대 곡성군수를 역임했다.

## 학력
- 곡성중앙초등학교 (졸업)
- 조선대학교부속중학교 (졸업)
- 광주상업고등학교 (졸업)
- 한국방송통신대학교 법학과 (학사 / 졸업)
- 동국대학교 행정대학원 행정학 (석사 / 졸업)

## 역대 선거 결과
|  | 52.04% |

|  | 37.23% |